# Skalno gorovje

Skalno gorovje (angleško Rocky Mountains ali krajše Rockies) je obširno gorovje v zahodni Severni Ameriki in del Zahodne Kordiljere, enega najdaljših gorskih pasov na Zemlji, ki sega v Severni Ameriki iznad Polarnega kroga do Zahodne Sierre Madre v Mehiki. Razteza se od Aljaske prek Kanade in velikega dela prostranstev Združenih držav Amerike do Nove Mehike. Najvišji vrh je Mount Elbert v ameriški zvezni državi Kolorado. Leži 4401 m nad morjem, v kanadskem delu gorovja pa je najvišji vrh Mount Robson s 4396 m. 

## Geologija in geografija
Gorovje je v osnovi nastalo v geološkem obdobju paleozoika; osnovo sestavljajo kristalinčne kamnine, ki jih prekrivajo mezozojski in terciarni sedimenti. Gubanje se je začelo konec krede in je trajalo vse do konca terciarja, potresi in prisotnost raznih termalnih vrelcev ter gejzirjev pa nakazujejo, da se področje geološko še ni umirilo. Podnebje je gorsko, povprečne januarske temperature so okrog -25 °C na severu in 0 °C na jugu, julijske pa okrog 15 °C in 30 °C. Snežna meja je na severu na višini okrog 2500 m, na jugu pa 4000 m. Gozdna meja doseže na severu višino do 1500 m, na jugu pa 3600 m. Gozdno rastje večinoma predstavljajo iglavci, kotline pa pokriva stepa. 
Skalno gorovje je bogato z rudami. Najdemo premog, nafto, baker, cink, svinec, molibden, vanadij, srebro in zlato. V gorovju se nahajajo izviri večine pomembnejših rek Severne Amerike, ki se izlivajo v Atlantski, Tihi in Arktični ocean. Med njimi so tudi:
- reka Arkansas
- reka Kolorado
- reka Fraser
- reka Misuri
- Rio Grande
- reka Yellowstone

Reke imajo pomemben hidroenergetski potencial.
Poselitev je najgostejša na južnem delu. Prek gorovja potekajo ceste in železnice (npr. Chicago - Denver). 
Gorovje ima velik turistični pomen, saj je privlačno za plezalce, gornike, gorske kolesarje in ostale ljubitelje neokrnjene narave. Deli so zaščiteni v okviru narodnih parkov. Poznan je Yellowstonski narodni park v ameriških zveznih državah Montana in Wyoming, ki slovi po gejzirih.

### Sistem Skalnega gorovja
Sektorji Skalnega gorovja se delijo tako geografsko kot geološko. Sektorji, navedeni od severa proti jugu, so:
| Sektor (angleško)                            | Podgorovja                     | Lega                              | Najvišji vrh        | Nadm. višina (m) | Površina (km²) | Dolžina/širina (km) |
| -------------------------------------------- | ------------------------------ | --------------------------------- | ------------------- | ---------------- | -------------- | ------------------- |
| «Northern Rocky Mountains, Northern Rockies» | Muskwa Ranges                  | Alberta Britanska Kolumbija       | Ulysses Mountain    | 3.024            | 97.388         | 424 / 433           |
| «Northern Rocky Mountains, Northern Rockies» | Hart Ranges                    | Alberta Britanska Kolumbija       | Mount Ovington      | 2.949            | 55.690         | 282 / 367           |
| «Canadian Rockies»                           | Northern Continental Ranges    | Alberta Britanska Kolumbija       | Mount Robson        | 3.959            | 26.421         | 192 / 265           |
| «Canadian Rockies»                           | Central Main Ranges            | Alberta Britanska Kolumbija       | Mount Columbia      | 3.741            | 14.271         | 202 / 219           |
| «Canadian Rockies»                           | Central Front Ranges           | Alberta                           | Mount Brazeau       | + 3.500          | 24.382         | 263 / 234           |
| «Canadian Rockies»                           | Southern Continental Ranges    | Alberta Britanska Kolumbija       | Mount Assiniboine   | 3.616            | 28.344         | 256 / 243           |
| «Central Montana Rocky Mountains»            | Northwest Montana Ranges       | Britanska Kolumbija Idaho Montana | McDonald peak       | 2.993            | 27.748         | 282 / 229           |
| «Central Montana Rocky Mountains»            | Glacier National Park Ranges   | Britanska Kolumbija Idaho Montana | Mount Cleveland     | 3.190            | 14.609         | 152 / 171           |
| «Central Montana Rocky Mountains»            | Bob Marshall Ranges            | Montana                           | Red Mountain        | 2.888            | 22.016         | 179 / 218           |
| «Central Montana Rocky Mountains»            | West Central Montana Ranges    | Montana                           | Tweedy Mountain     | 3.400            | 30.331         | 221/ 214            |
| «Central Montana Rocky Mountains»            | Central Montana Ranges         | Montana                           | Crazy peak          | 3.417            | 62.634         | 270 / 345           |
| «Central Montana Rocky Mountains»            | Southwest Montana Ranges       | Montana Wyoming                   | Hollowtop Mountain  | 3.232            | 9.918          | 146 / 107           |
| «Idaho-Bitterroot Rocky Mountains»           | Clearwater Mountains           | Idaho                             | Stripe Mountain     | 2.744            | 22.012         | 215 / 170           |
| «Idaho-Bitterroot Rocky Mountains»           | Bitterroot Range               | Idaho Montana                     | Scott Peak          | 3.473            | 38.182         | 489 / 431           |
| «Idaho-Bitterroot Rocky Mountains»           | Salmon River Mountains         | Idaho                             | White Mountain West | 3.183            | 23.025         | 171 / 197           |
| «Idaho-Bitterroot Rocky Mountains»           | Sawtooth-Ketchum-Boise Area    | Idaho                             | Hyndman peak        | 3.660            | 48.935         | 216 / 407           |
| «Idaho-Bitterroot Rocky Mountains»           | Lost River-Lemhi Ranges        | Idaho                             | Borah peak          | 3.859            | 9.700          | 185 / 111           |
| «Greater Yellowstone Rockies»                | Teton Range-Yellowstone Area   | Idaho Montana Wyoming             | Grand Teton         | 4.197            | 26.209         | 313 / 162           |
| «Greater Yellowstone Rockies»                | Absaroka Range                 | Montana Wyoming                   | Francs peak         | 4.009            | 41.394         | 312 / 239           |
| «Greater Yellowstone Rockies»                | Bighorn Mountains              | Montana Wyoming                   | Cloud peak          | 4.013            | 40.504         | 349 / 241           |
| «Greater Yellowstone Rockies»                | Wind River Range               | Wyoming                           | Gannett peak        | 4.207            | 18.288         | 214 / 155           |
| «Greater Yellowstone Rockies»                | Great Divide Basin Area        | Kolorado Utah Wyoming             | Ferris Mountain     | 3.059            | 48.507         | 315 / 308           |
| «Western Rocky Mountains»                    | Southeast Idaho Ranges         | Idaho Wyoming                     | Meade peak          | 3.035            | 21.014         | 222 / 191           |
| «Western Rocky Mountains»                    | Wyoming Overthrust Belt Ranges | Wyoming                           | Wyoming peak        | 3.468            | 13.748         | 225 / 140           |
| «Western Rocky Mountains»                    | Wasatch Range                  | Utah Wyoming                      | Mount Nebo          | 3.636            | 20.993         | 396 / 118           |
| «Western Rocky Mountains»                    | Uinta Mountains                | Kolorado Utah Wyoming             | Kings peak          | 4.123            | 32.244         | 212 / 263           |
| «Southern Rocky Mountains»                   | Park Range                     | Kolorado Wyoming                  | Mount Zirkel        | 3.712            | 14.723         | 170 / 145           |
| «Southern Rocky Mountains»                   | Southern Wyoming Ranges        | Kolorado Wyoming                  | Clark peak          | 3.947            | 34.019         | 273 / 205           |
| «Southern Rocky Mountains»                   | Flat Tops Area                 | Kolorado                          | Flat Top Mountain   | 3.765            | 10.467         | 113 / 152           |
| «Southern Rocky Mountains»                   | Front Range                    | Kolorado                          | Grays peak          | 4.349            | 25.801         | 274 / 156           |
| «Southern Rocky Mountains»                   | Elk Range Area                 | Kolorado                          | Castle peak         | 4.348            | 13.249         | 125 / 171           |
| «Southern Rocky Mountains»                   | Sawatch Range                  | Kolorado                          | Mount Elbert        | 4.399            | 9.672          | 224 / 127           |
| «Southern Rocky Mountains»                   | Central Colorado Ranges        | Kolorado                          | Mount Lincoln       | 4.354            | 8.002          | 215 / 101           |
| «Southern Rocky Mountains»                   | San Juan Mountains             | Kolorado Minnesota                | Uncompahgre peak    | 4.361            | 44.194         | 305 / 287           |
| «Southern Rocky Mountains»                   | Sangre de Cristo Range         | Kolorado Minnesota                | Blanca peak         | 4.372            | 44.530         | 389 / 194           |